# ワショー郡 (ネバダ州)
ワショー郡（英: Washoe County）は、アメリカ合衆国ネバダ州の郡である。2020年国勢調査での人口は486,492人であり、ネバダ州ではクラーク郡に次いで第2位である。郡庁所在地、かつ最多の人口を抱える都市はリノである。ワショー郡では毎年バーニングマンの祭が開催されている。
ワショー郡はリノ都市圏に属している。

## 歴史
ワショー郡は1861年にネバダ準州が創設されたときの9郡の1つだった。この地域に昔から住んでいたワショー族インディアンに因んで名付けられた。1864年にループ郡を併合した。1861年に設立された時の郡庁所在地はワショーシティにあったが、1871年にリノ市に移された。
1911年、バンノック族インディアンの小さな集団が「ショショーニ・マイク」という指導者の下でワショー郡の4人の牧場主を殺害した。自警団が組織され、1911年2月にはそのインディアンの集団に追いつき、そのうち8人を殺した。このとき自警団のエド・ホーグルも殺された。この戦闘で生き残った3人の子供と1人の女性が捕獲された。集団の残りの何人かは1994年にスミソニアン研究所からアイダホ州のほフォートホール・インディアン居留地に送還された。これはアメリカ最後のインディアンとの戦いと言われることがある。

## 地理
アメリカ合衆国国勢調査局に拠れば、郡域全面積は6,551平方マイル (16,968 km2)であり、このうち陸地は6,342平方マイル (16,426 km2)、水域は209平方マイル (541 km2)で水域率は3.19%である。
ワショー郡は13の郡と境を接しており、これはアメリカ合衆国の郡の中で最大である。
郡内にはリノとスパークスという2つの法人化された都市がある。2010年、リノ市とワショー郡は統合された政体となるべきかを問う住民投票が行われた。投票後の非公式開票結果では投票者の54%が政府を統合する案に賛成票を投じていた。

### 主要高規格道路
- 州間高速道路80号線
- アメリカ国道395号線
- ネバダ州道445号線
- ネバダ州道447号線

### 隣接する郡
- ハンボルト郡 - 東
- パーシング郡 - 東
- チャーチル郡 - 東
- ライアン郡 - 南東
- ストーリー郡 - 南
- カーソンシティ - 南

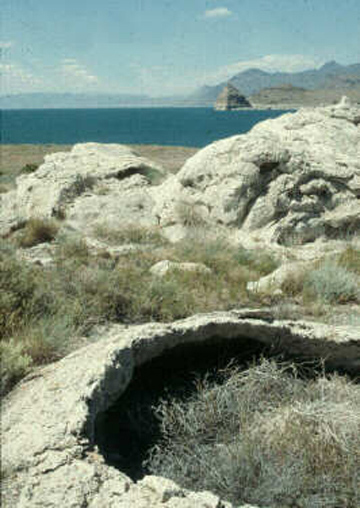
アナホアイランド国立野生生物保護区

- プレイサー郡 (カリフォルニア州) - 南西
- ネバダ郡 (カリフォルニア州) - 西
- シエラ郡 (カリフォルニア州) - 西
- ラッセン郡 (カリフォルニア州) - 西
- モドック郡 (カリフォルニア州) - 西
- レイク郡 (オレゴン州) - 北
- ハーニー郡 (オレゴン州) - 北東

### 国立保護地域
- アナホアイランド国立野生生物保護区
- ブラックロック砂漠・ハイロック・キャニオン移民の道国立保護地域（部分）
- シェルドン国立野生生物保護区（部分）
- トイヤベ国立の森（部分）

## 人口動態
| 統計年 | 人口      |
| ------ | --------- |
| 1870年 | 3,091人   |
| 1880年 | 5,664人   |
| 1890年 | 6,437人   |
| 1900年 | 9,141人   |
| 1910年 | 17,434人  |
| 1920年 | 18,627人  |
| 1930年 | 27,158人  |
| 1940年 | 32,476人  |
| 1950年 | 50,205人  |
| 1960年 | 84,743人  |
| 1970年 | 121,068人 |
| 1980年 | 193,623人 |
| 1990年 | 254,667人 |
| 2000年 | 339,486人 |
| 2010年 | 421,407人 |
| 2020年 | 486,492人 |

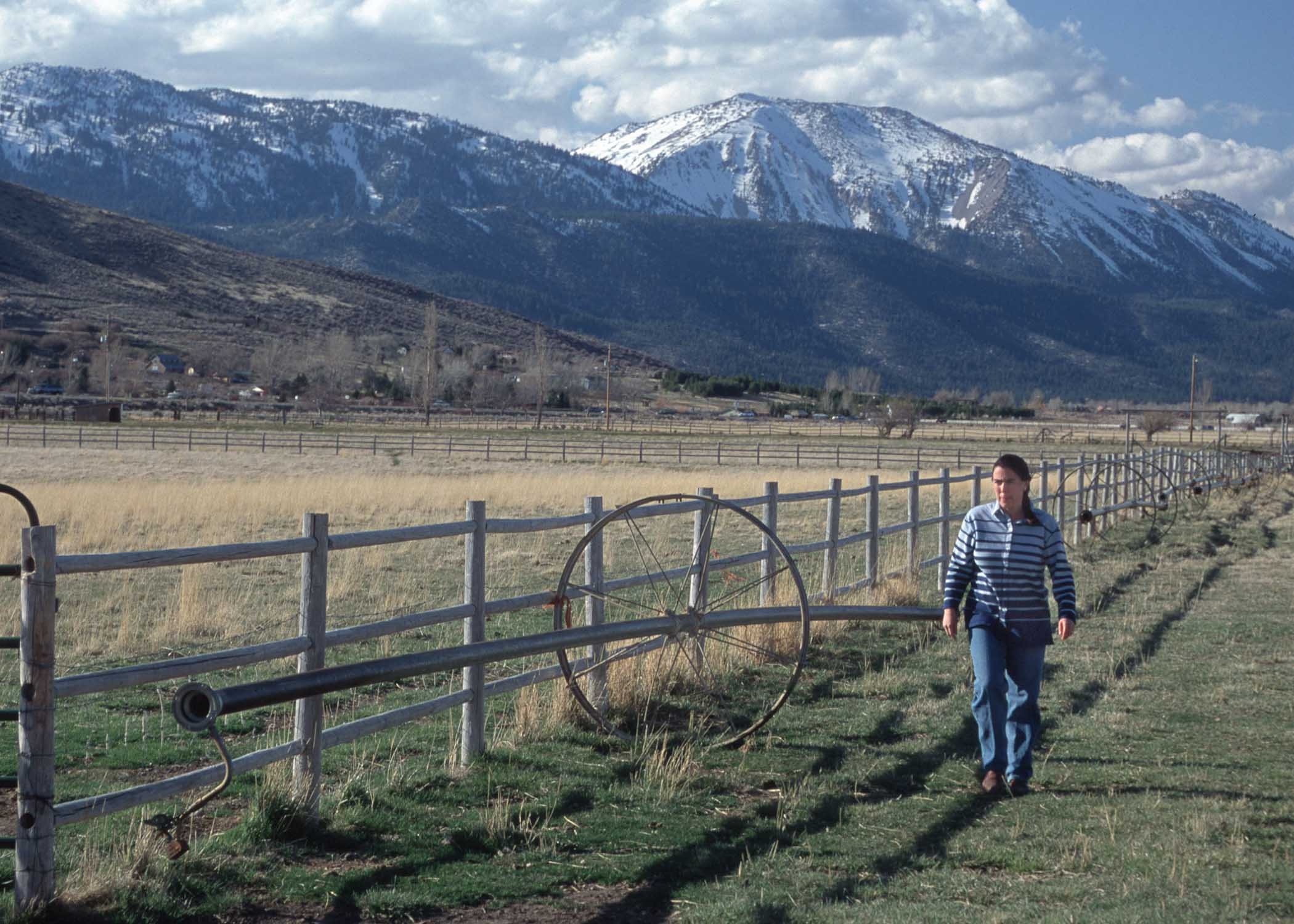
ワショー郡の牧場

以下は2000年国勢調査による人口統計データである。
| 基礎データ - 人口: 339,486人 - 世帯数: 132,084 世帯 - 家族数: 83,741 家族 - 人口密度: 21人/km2（54人/mi2） - 住居数: 143,908軒 - 住居密度: 9軒/km5（23/mi2） 人種別人口構成 - 白人: 80.41% - アフリカン・アメリカン: 2.09% - ネイティブ・アメリカン: 1.82% - アジア人: 4.28% - 太平洋諸島系: 0.46% - その他の人種: 7.67% - 混血: 3.28% - ヒスパニック・ラテン系: 16.58% 年齢別人口構成 - 18歳未満: 24.9% - 18-24歳: 9.8% - 25-44歳: 31.0% - 45-64歳: 23.8% - 65歳以上: 10.5% - 年齢の中央値: 36歳 - 性比（女性100人あたり男性の人口） - 総人口: 102.8 - 18歳以上: 101.8 | 世帯と家族（対世帯数） - 18歳未満の子供がいる: 31.1% - 結婚・同居している夫婦: 47.9% - 未婚・離婚・死別女性が世帯主: 10.3% - 非家族世帯: 36.6% - 単身世帯: 27.0% - 65歳以上の老人1人暮らし: 7.7% - 平均構成人数 - 世帯: 2.53人 - 家族: 3.09人 収入と家計 - 収入の中央値 - 世帯: 45,815米ドル - 家族: 54,283米ドル - 性別 - 男性: 36,226米ドル - 女性: 27,953米ドル - 人口1人あたり収入: 24,277米ドル - 貧困線以下 - 対人口: 10.0% - 対家族数: 6.7% - 18歳未満: 12.2% - 65歳以上: 6.2% |

## 都市と町

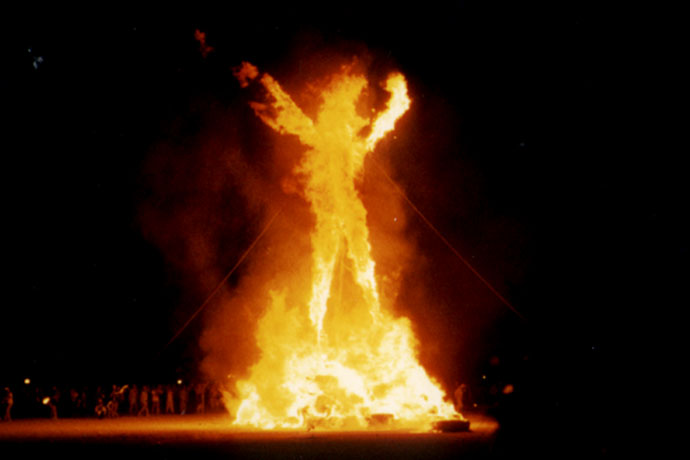
バーニングマンの祭

### 都市
- リノ（郡庁所在地）
- スパークス

### 国勢調査指定地域
- コールドスプリングス
- ガーラック・エンパイア
- インクラインビレッジ・クリスタルベイ
- レモンバレー・ゴールデンバレー
- ニクソン
- スパニッシュスプリングス
- ステッド
- サンバレー
- サトクリフ
- ヴェルディ・モーグル
- ワズワース

### その他の町

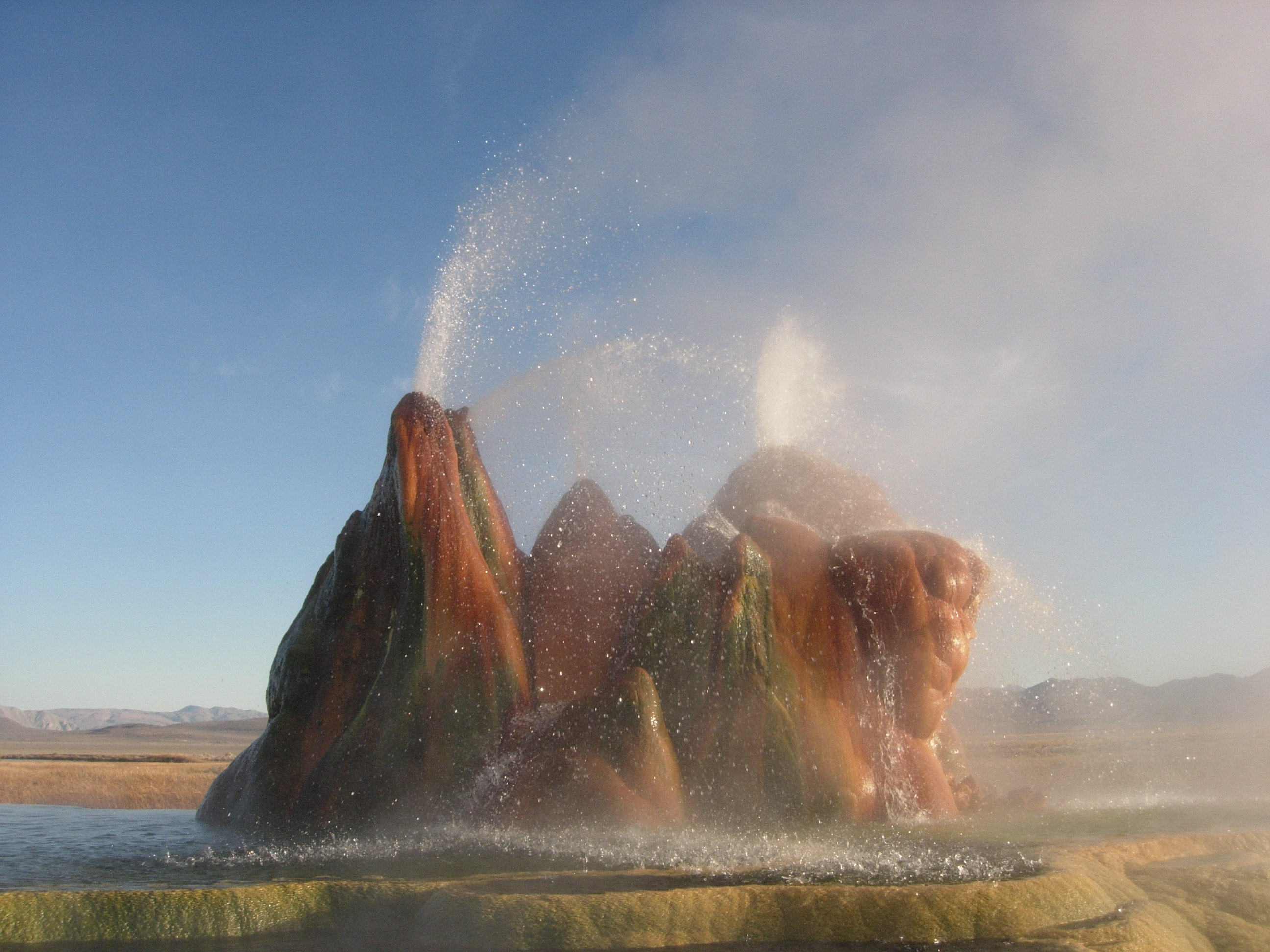
フライ間欠泉

- ボーダータウン
- カパーフィールド
- フラニガン
- フランクタウン
- ヒドンバレー
- ニューワショーシティ
- ノースバレーズ
- パンサーバレー
- ポービル
- プレザントバレー
- スティームボート
- バイア
- ワショーシティ